# Departamento de Mulchén
| Departamento de Mulchén   | Departamento de Mulchén          |
| ------------------------- | -------------------------------- |
| Cabecera:                 | Mulchén                          |
| Superficie:               | km²                              |
| Habitantes:               | hab                              |
| Densidad:                 | hab/km²                          |
| Comunas/ Subdelegaciones: | - Mulchén - Quilaco - Nacimiento |
| Ubicación                 |                                  |
|                           |                                  |

| Departamento de Mulchén | Departamento de Mulchén |
| ----------------------- | --- |
| Cabecera:               | Mulchén |
| Superficie:             | km² |
| Habitantes:             | hab |
| Densidad:               | hab/km² |
| Subdelegaciones:        | - 1a Mulchén - 2a Mulchén - 3a Picoltué - 4a Pile - 5a Santo Domingo de Rocalhue - 6a Baquecha - 7a Maquecuel - 8a Rehuen - 9a Pilguen - 10a Malven |
| Municipalidades:        | - capital departamental: - Mulchén - otras municipalidades (1891) - Quilaco (1891)                                                                  |
| Ubicación               | |
|                         | |

El Departamento de Mulchén es una antigua división territorial de Chile. La cabecera del departamento fue Mulchén. Fue creado el 13 de octubre de 1875.
Con la ley de 13 de octubre de 1875, la antigua Provincia de Arauco se divide en tres:
- se crea la nueva Provincia de Arauco, integrada por el Departamento de Lebu, el Departamento de Arauco y el Departamento de Imperial, que se ubican poniente de la Cordillera de Nahuelbuta; y
- se crea la Provincia de Biobío, integrada por el Departamento de La Laja, Departamento de Nacimiento, y Departamento de Mulchén creado con esa ley, ubicados al oriente de la Cordillera de Nahuelbuta.
- se crea la Territorio de Colonización de Angol, integrada por el Departamento de Angol, ubicado al oriente de la Cordillera de Nahuelbuta.

El 30 de diciembre de 1927, con el DFL 8582, se modifican los límites del departamento de Mulchén, compuesto por los siguientes territorios:
"
- a) por el territorio del antiguo departamento de este nombre;
- b) por la parte del antiguo departamento de La Laja, comprendida dentro de los siguientes límites:
  - al norte, la línea de cumbres que limita por el Sur la hoya del río de La Laja, desde la línea de cumbres que limita por el Poniente la hoya del río Queuco hasta la frontera argentina.
  - Al Este, la frontera argentina, desde la línea de cumbres que limita por el Sur la hoya del río de la Laja hasta el paso de Rahue.
  - Al Sur, el río Rahue o Rahuelco, desde su origen en el paso de Rahue sobre la frontera argentina, hasta su desembocadura en el río Biobío.
  - Al Oeste, el río Biobío, desde su confluencia con el río Rahue o Rahuelco, hasta su confluencia con el río Queuco, y la línea de cumbres que limita por el Poniente la hoya hidrográfica del río Queuco, desde la confluencia del río Queuco con el río Biobío, hasta la línea de cumbres que limita por el Sur la hoya del río de La Laja;
- c) por la parte del antiguo departamento de Nacimiento, que queda al norte del siguiente límite: la línea de cumbres, desde el origen del río Carampangue hasta el origen del estero de San Miguel; el estero de San Miguel, desde su origen hasta su confluencia con el río Pichipehuén; el río Pichipehuén hasta el deslinde Sur del fundo Casa de los Barros; dicho deslinde, desde el río Pichipehuén, hasta el origen del estero de los Barros; el estero de los Barros, desde su origen hasta su confluencia con el río Esperanza; dicho río hasta su unión con el río Maitenrehue; el río Maitenrehue hasta su unión con el estero Meñir; el estero Meñir hasta su origen: el deslinde Sur del fundo Meñir, desde el origen del estero Meñir hasta el origen del estero Liñeco, y el estero Liñeco, desde su origen hasta su confluencia con el río Vergara."

Con el DFL 8583, se modifican los límites comunales del departamento de Mulchén.
Luego se segrega el departamento de Nacimiento

## Límites
El Departamento de Mulchén limitaba:
- al norte con el Departamento de La Laja.
- al oeste con el Departamento de Nacimiento
- al sur con el Departamento de Angol y Departamento de Collipulli
- Al este con la Cordillera de Los Andes

Desde 1928 el Departamento de Mulchén limitaba:
- al norte con el Departamento de La Laja.
- al oeste con el Departamento de Lebu y Departamento de Cañete
- al sur con el Departamento de Angol
- Al este con la Cordillera de Los Andes

## Administración
La Ilustre Municipalidad de Mulchén se encargaba de la administración local del departamento, con sede en Mulchén, en donde se encontraba la Gobernación Departamental.
El 22 de diciembre de 1891, se crea la Municipalidad de Quilaco con sede en Quilaco, que administraba las Subdelegaciones 4a, 5a, 6a, 7a y 8a en el departamento, con los límites que le asigna el 13 de octubre de 1888.
Desde el 22 de diciembre de 1891, la I. Municipalidad de Mulchén, administra las subdelegaciones restantes del departamento, con los límites que le asigna el 13 de octubre de 1888.
En 1927 con el DFL 8582 se modifica la composición del departamento y con el DFL 8583 se definen las nuevas subdelegaciones y comunas, que entran en vigor el año 1928.

## Subdelegaciones
Las subdelegaciones cuyos límites fueron fijados con el decreto del 13 de octubre de 1888, son las siguientes:
- 1a Mulchén
- 2a Mulchén
- 3a Picoltué
- 4a Pile
- 5a Santo Domingo de Rocalhue
- 6a Baquecha
- 7a Maquecuel
- 8a Rehuen
- 9a Pilguen
- 10a Malven

## Comunas y Subdelegaciones (1927)
De acuerdo al DFL 8583 del 30 de diciembre de 1927, en el Departamento de Mulchén se crean las comunas y subdelegaciones con los siguientes territorios:
- Mulchén.- Sus límites son: al norte, el río Biobío, desde su confluencia con el río Bureo, hasta la desembocadura del estero Pile; el estero Pile, desde su desembocadura en el río Biobio hasta su origen; una línea recta, desde el origen del estero Pile, hasta la confluencia de los ríos Bureo y Pichi-Bureo, y el río Bureo, desde su confluencia con el río Pichi-Bureo, hasta su origen en las cordilleras de Pemehue. Al Este, las cordilleras de Pemehue, desde el origen del río Bureo hasta el origen del río Renaico. Al Sur, el río Renaico, desde su origen en las cordilleras de Pemehue hasta el deslinde de los fundos Rapelco, de don Joaquín Díaz y Marimán, de don Carlos Cousiño. Al Oeste, el deslinde entre los fundos Rapelco y Marimán hasta el origen del arroyo Puelche; el arroyo Pelehue, desde el camino de Mulchén a Nacimiento hasta su confluencia con el río Bureo, y el río Bureo hasta su confluencia con el río Biobío.
- Quilaco.- Sus límites son: al norte, el río Biobío, desde la desembocadura del arroyo Pile hasta la desembocadura del río Queuco, y la línea de cumbres que limita por el norte la hoya del río Queuco, desde su desembocadura en el río Biobío, hasta la frontera argentina. Al Este, la frontera argentina, desde la línea de cumbres que limita por el norte la hoya del río Queuco, hasta el paso de Rahue. Al Sur, el río Rahue o Rahuelco, desde su origen en el paso de Rahue, sobre la frontera argentina, hasta su desembocadura en el río Biobío; el río Biobío, desde la desembocadura del río Rahue hasta la desembocadura del río Ñirreco; el río Ñirreco, desde su desembocadura en el río Biobío hasta su origen, y la línea de cumbres, desde el origen del río Ñirreco hasta el volcán Lonquimay. Al Oeste, la línea de cumbres que limita por el Poniente la hoya hidrográfica del alto río Biobío, desde el volcán Lonquimay hasta el origen del río Bureo; el río Bureo, desde su origen hasta su confluencia con el río Pichi-Bureo; una línea recta, desde la confluencia de los ríos Bureo y Pichi-Bureo, hasta el origen del estero Pile, y el estero Pile, desde su origen hasta su desembocadura en el río Biobío.
- Nacimiento.- Comprenderá todo el territorio del antiguo departamento de Nacimiento, que queda dentro de los límites del departamento de Mulchén.